# Anne Dieu-le-veut
« Dieu-le-veut » redirige ici. Pour les articles homophones, voir Dieu le veut, Dieuleveult et Dieuleveut.

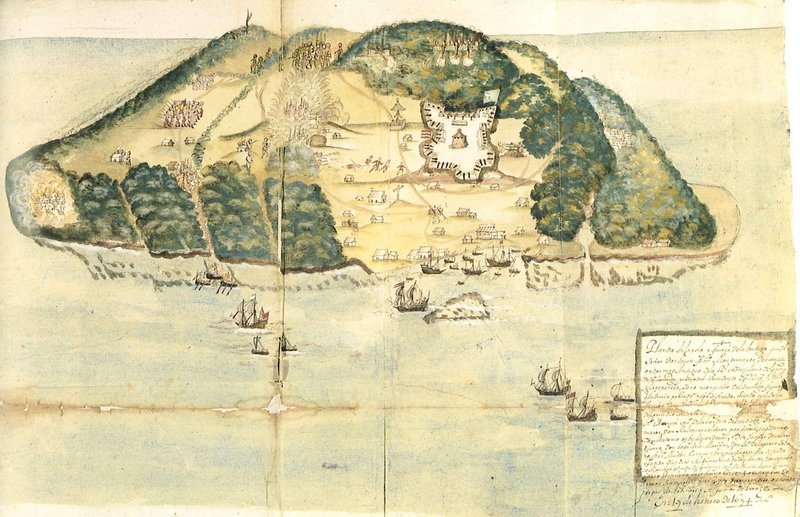
L'île de la Tortue au XVIIe siècle.

Anne Dieu-le-veut (Anne Dieuleveult, parfois appelée Marie-Anne) née le 28 août 1661 à Gourin en Bretagne, décédée le 11 janvier 1710 à Cap Français,, est une pirate française au XVIIe siècle. Veuve de Pierre Lelong puis de Joseph Chérel, elle épouse Laurent de Graff.

## Éléments biographiques
En 1684, elle épouse le flibustier Pierre Lelong, premier commandant du Cap Français,, qui décédera lors d'une rixe le 15 juillet 1690. En 1691, elle épouse Joseph Chérel qui décède à son tour en juin 1693. 
Plus tard, se sentant insultée, elle provoque en duel Laurent-Corneille Baldran dit de Graaf (ou encore de Graff) et se présente chez lui, pistolet à la main pour lui en demander raison. « De Graaf, jugeant une telle femme digne de lui l'épousa ». En 1685, Laurent de Graaf, gentilhomme hollandais, avait demandé et obtenu la nationalité française pour lui et sa première épouse: Pétruline Gusman. En 1693, il obtient l'annulation de ce premier mariage.
Le 28 juillet 1693, Anne Dieu-le-veut et Laurent de Graaf se marient au Cap, et s'établissent à La Tortue (Saint-Domingue). Ils auront une fille née vers 1694 et un fils mort en bas âge. Anne Dieu-le-veut accompagne Laurent de Graff en mer. À la différence d'autres figures féminines de la piraterie telles que Mary Read ou Anne Bonny, elle ne dissimule pas son sexe. L'équipage, loin de succomber à la superstition qui voulait que le fait d'emmener à son bord une femme portât malheur, en avait fait une mascotte et lui réservait même une part de butin.
En 1695, lors de l'invasion anglo-espagnole, elle est capturée par les Espagnols et détenue à San Domingos. « Elle se révélera une captive difficile ». Elle n'est ainsi libérée qu'à la suite de nombreuses démarches accomplies par la France, en 1698. Sa libération est la dernière mention connue de son nom.
Le 11 janvier 1710, âgée de 48 ans, Anne Dieu-le-veut meurt à Cap Français. Sa fille Catherine, en digne héritière, restera connue pour avoir défié en duel un prétendant dont la cour fut jugée trop insistante. 
Sa vie a inspiré un film de Jacques Tourneur : La Flibustière des Antilles (1951) dans lequel l'actrice Jean Peters l'incarne.

## Descendance
- avec Pierre Lelong
  - Marie Marguerite Yvonne Lelong (1688-1774)
- avec Joseph Chérel
  - Jean-François Chérel (1692-1732)
- avec Laurent-Corneille Baldran de Graff
  - Marie Catherine de Graff (1694-1743)
  - un fils mort en bas âge (1700-~1705)